# Менкье
Менкье (фр. Les Minquiers, норманд. Les Mîntchièrs) — группа островов и скал, расположенная в 9 км южнее Джерси и административно входящая в его состав в приходе Грувиль.

## Этимология
Относительно происхождения имени островов существуют расхождения. Хотя часть исследователей выводят его из бретонского слова minihi, означающего святилище, другие соотносят его со словом minkier, означающим рыбак.

## География

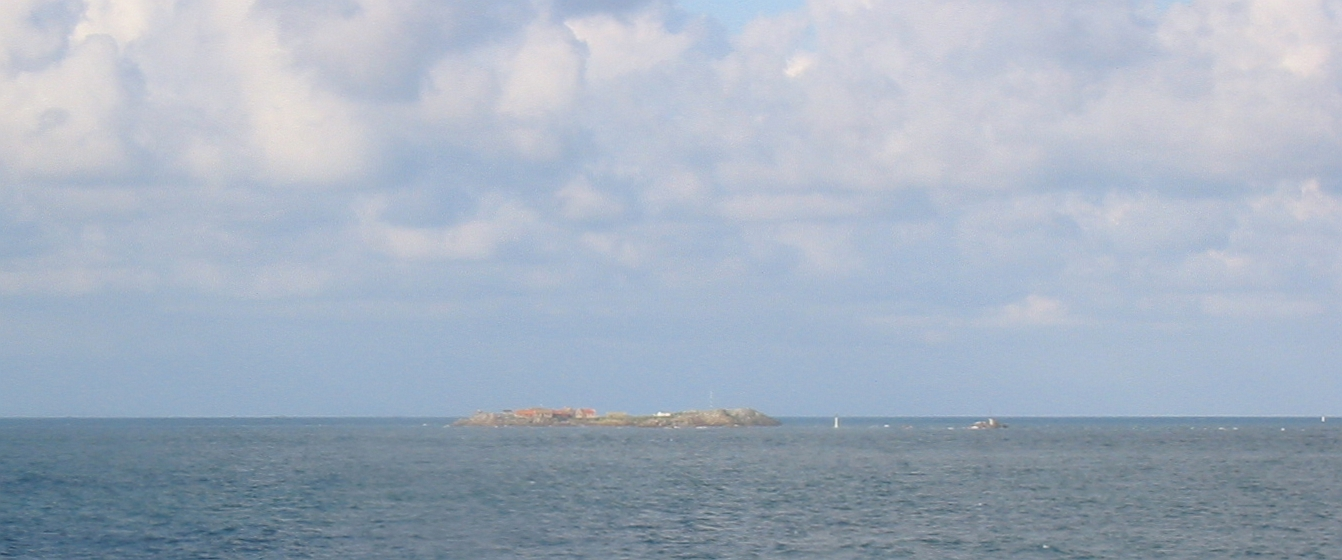
Вид на острова Метр-Иль

В состав островов входят островки Метр-Иль (Метресс-Иль) и Ле-Мезон, а также скалы Ле-Ньезан, Ле-Фошор и Ла-От-Грюн.

## Население
Острова не имеют постоянного населения, однако периодически посещаются рыбаками и яхтсменами.

## Территориальные споры
В течение длительного времени существовал спор между Великобританией, представляющей Джерси, и Францией, относительно принадлежности островов Менкье и Экреус. В 1953 Международный суд ООН разрешил спор в пользу Великобритании, но дал французским рыбакам право промысла в районе островов. В 1998 несколько французов на один день оккупировали острова.
Острова упоминаются в романе Виктора Гюго «Девяносто третий год».